# Championnat de Belgique de basket-ball de troisième division
Le championnat de Belgique de basket-ball de division 3 est le 3e niveau du basket-ball belge et se dispute sous l'égide de la Fédération royale belge de basket-ball. Il est coorganisé par les fédérations francophone (AWBB) et néerlandophone (VBL) de basket-ball belge.

## Championnat de Division 3

### Organisation du championnat
Le championnat se déroule de septembre à mai entre 28 équipes de niveau amateur réparties en 2 séries. Les vainqueurs des deux séries sont promus en  Division 2. Certaines équipes en présence sont, en réalité des équipes "satellites" des clubs de Division 1 et 2, permettant ainsi à leurs jeunes de s'aguerrir en attendant d'intégrer l'équipe fanion.
La compétition consiste en :
- une saison régulière où chaque équipe rencontre deux fois les autres équipes, une fois dans chacune des villes. Les deux derniers au championnat sont censés (sauf soucis financiers d'autres clubs) être relégués en division régionale 1.
- des play-offs qui font se rencontrer les 4 premières équipes classées au terme de la saison régulière. Lors des demi-finales, Le premier rencontre le 4e et l'autre demi-finale oppose le 2e au 3e classé. Deux victoires sont nécessaires pour accéder à la finale. La finale se joue également au "Best of three". Le classement de la saison régulière détermine :
  - un avantage en demi-finale : le premier rencontre le qualifié le moins bien classé dans une demi-finale, les deux autres qualifiés dans l'autre demi-finale
  - l'avantage du terrain dans une confrontations entre deux équipes si elles doivent se rencontrer un nombre impair de fois à un stade de la compétition des play-offs.

Les deux vainqueurs des play-offs accèdent à la division 2.

### Équipes participantes 2017-2018
| Série A                      | Série B                  |                       |
| ---------------------------- | ------------------------ | --------------------- |
| Stella Artois Leuven Bears B | Fellows Ekeren BBC       |                       |
| KBBC Oostkamp                | Point Chaud Sprimont     |                       |
| BC Sijsele                   | BBC Croonen Lommel       |                       |
| BBC Falco Gent               | Basket Tongeren          | Mailleux Comblain Bis |
| US Lambusart                 | BBC Finas Geel           |                       |
| Courtrai CB                  | Basket Willebroek        |                       |
| Utd Woluwé                   | Horticult Kontich Wolves |                       |
| Bavi Vilvorde                | BC Guco Lier Vzw         |                       |
| Latem-De Pinte               | Fera Bornem Basket       |                       |
| NBC Alsavin Belgrade         | Hasselt BT               |                       |
| B.B.C. Loyers                | RBC Sainte Walburge      |                       |
| BC Kortrijk Sport            | Esneux St. Michel        |                       |
| RPC Anderlecht               | Casino de Spa B.C.       |                       |